# كانارا
كانارا (بالإيطالية: Cannara)‏ هي بلدية في مقاطعة بيرودجا في إقليم أومبريا في إيطاليا.

## السكان
في سنة 1861 بلغ عدد السكان 2٬411 نسمة، وتطور العدد ليصل في سنة 2011 لـ 4٬308 نسمة.
يظهر هذا المخطط البياني تطور النمو السكاني لـ كانارا